# 麻塘湖水库
麻塘湖水库，是一座用于防洪建设，结合农业灌溉、城市供水、水产养殖为开发目的中型水库，位于长江支流皖河上，属长江水系。

## 位置
位于中华人民共和国安徽省安庆市怀宁县石牌镇。

## 介绍
1957年开始麻塘湖水库的建设工作，后于1958年竣工投入运营，水库总库容为4230万方、集水面积为81.3平方千米，正常蓄水位为17米。水库管理单位为：安庆市水利局麻塘湖水库管理所。

## 水库功能

### 防洪
麻塘湖水库主要承担怀宁、望江两县以及国营皖河农场近20万人口的防洪工作任务。

### 供水
麻塘湖水库灌溉设计面积6.3万亩，有效灌溉面积4.1万亩，为包括怀宁县的石牌镇和望江县的高士镇在内的共计28个行政村提供农业灌溉用水服务。

### 水产养殖
麻塘湖水库最大养鱼面积1.05万亩（1997年）。